# Криниця (Білостоцький повіт)
Криниця (пол. Krynica) — село в Польщі, у гміні Міхалово Білостоцького повіту Підляського воєводства. Населення — 25 осіб (2011).
У 1975—1998 роках село належало до Білостоцького воєводства.

## Демографія
Демографічна структура станом на 31 березня 2011 року:
|          | Загалом | Допрацездатний вік | Працездатний вік | Постпрацездатний вік |
| -------- | ------- | ------------------ | ---------------- | -------------------- |
| Чоловіки | 15      | 4                  | 10               | 1                    |
| Жінки    | 10      | 0                  | 8                | 2                    |
| Разом    | 25      | 4                  | 18               | 3                    |